# Harold y Maud
Harold y Maud es una obra de teatro de Colin Higgins, estrenada en 1975 basada en la película del mismo título. Forma parte del AFI's 10 Top 10 en la categoría "Comedia romántica".

## Argumento
La obra nos presenta la historia de Harold Chasen, un joven muchacho, obsesionado por la muerte. Tanto es así que acude regularmente a funerales y ha intentado suicidarse en varias ocasiones, para disgusto de su madre, la señora Chasen. Un buen día, en el transcurso de un funeral, conoce a Maude, una anciana de 79 años con la que comparte afición. Harold, quedará inmediatamente prendado del estilo de vida de Maude y juntos formarán un peculiar dúo. Hasta el punto de que Harold decide casarse con Maude, lo que provocará una auténtica locura tanto en su madre como en el sacerdote al que acuden. Tras la boda, Maude alegando que los 80 es la edad perfecta para morir, se toma un frasco de pastillas para suicidarse y fallece.

## Estreno en España
- Teatro Bellas Artes, Madrid, 24 de septiembre de 1975.
  - Dirección: José Tamayo.
  - Escenografía: Emilio Burgos.
  - Intérpretes: Carmen Carbonell, Alfredo Alba, Pilar Bardem, María Jesús Sirvent, Pedro del Río, Ana Marzoa, Salvador Vives, Ignacio de Paúl, Emilio Menéndez.

- Martin Beck Theatre, Broadway, Nueva York, 1980.
  - Dirección: Robert Lewis.
  - Intérpretes: Janet Gaynor (Maude), Ruth Ford (Mrs. Chasen), Keith McDermott (Harold).